# Női Afrikai nemzetek kupája
A Női Afrikai nemzetek kupája (angolul: Africa Women Cup of Nations) egy a CAF által kiírt nemzetközi labdarúgótorna, a női labdarúgók számára.
A tornát 1991 óta rendezik meg. A sorozat egyben selejtező is a női labdarúgó-világbajnokságra.
A címvédő és egyben legsikeresebb válogatott Nigéria csapata 12 győzelemmel.

## Eddigi eredmények
| 1991 Részletek |                   | · Nigéria                 | 2 - 0 4 - 0              | · Kamerun                 | · Guinea                  | e                  | · Zambia                  |
| 1995 Részletek |                   | · Nigéria                 | 4 - 1 7 - 1              | · Dél-afrikai Köztársaság | · Angola                  | e                  | · Ghána                   |
| Év             | Rendező           | Döntő                     | Döntő                    | Döntő                     | Bronzmérkőzés             | Bronzmérkőzés      | Bronzmérkőzés             |
| Év             | Rendező           | Győztes                   | Eredmény                 | 2. helyezett              | 3. helyezett              | Eredmény           | 4. helyezett              |
| 1998 Részletek | Nigéria           | · Nigéria                 | 2 - 0                    | · Ghána                   | · Kongói DK               | 3 - 3 (3 - 1 b.u.) | · Kamerun                 |
| 2000 Részletek | Dél-Afrika        | · Nigéria                 | 2 - 0 (félbeszakadt 73') | · Dél-afrikai Köztársaság | · Ghána                   | 6 - 3              | · Zimbabwe                |
| 2002 Részletek | Nigéria           | · Nigéria                 | 2 - 0                    | · Ghána                   | · Kamerun                 | 3 - 0              | · Dél-afrikai Köztársaság |
| 2004 Részletek | Dél-Afrika        | · Nigéria                 | 5 - 0                    | · Kamerun                 | · Ghána                   | 0 - 0 (6 - 5 b.u.) | · Etiópia                 |
| 2006 Részletek | Nigéria           | · Nigéria                 | 1 - 0                    | · Ghána                   | · Dél-afrikai Köztársaság | 2 - 2 (5 - 4 b.u.) | · Kamerun                 |
| 2008 Részletek | Egyenlítői-Guinea | · Egyenlítői-Guinea       | 2 - 1                    | · Dél-afrikai Köztársaság | · Nigéria                 | 1 - 1 (5 - 4 b.u.) | · Kamerun                 |
| 2010 Részletek | Dél-Afrika        | · Nigéria                 | 4 - 2                    | · Egyenlítői-Guinea       | · Dél-afrikai Köztársaság | 2 - 0              | · Kamerun                 |
| 2012 Részletek | Egyenlítői-Guinea | · Egyenlítői-Guinea       | 4 - 0                    | · Dél-afrikai Köztársaság | · Kamerun                 | 1 - 0              | · Nigéria                 |
| 2014 Részletek | Namíbia           | · Nigéria                 | 2 - 0                    | · Kamerun                 | · Elefántcsontpart        | 1 - 0              | · Dél-afrikai Köztársaság |
| 2016 Részletek | Kamerun           | · Nigéria                 | 1 - 0                    | · Kamerun                 | · Ghána                   | 1 - 0              | · Dél-afrikai Köztársaság |
| 2018 Részletek | Ghána             | · Nigéria                 | 0 - 0 (4 - 3 b.u.)       | · Dél-afrikai Köztársaság | · Kamerun                 | 4 - 2              | · Mali                    |
| 2022 Részletek | Marokkó           | · Dél-afrikai Köztársaság | 2 - 1                    | · Marokkó                 | · Zambia                  | 1 - 0              | · Nigéria                 |
| 2024 Részletek | Marokkó           | · Nigéria                 | 3 - 2                    | · Marokkó                 | · Ghána                   | 1 - 1 (4 - 3 b.u.) | · Dél-afrikai Köztársaság |

- h.u. – hosszabbítás után
- b.u. – büntetők után

## Éremtáblázat
| Poz. | Ország                  |    |   |   |    |
| ---- | ----------------------- | -- | - | - | -- |
| 1    | Nigéria                 | 12 | 0 | 1 | 13 |
| 2    | Egyenlítői-Guinea       | 2  | 1 | 0 | 3  |
| 3    | Dél-afrikai Köztársaság | 1  | 5 | 2 | 8  |
| 4    | Kamerun                 | 0  | 4 | 3 | 7  |
| 5    | Ghána                   | 0  | 3 | 4 | 7  |
| 6    | Marokkó                 | 0  | 2 | 0 | 2  |
| 7    | Zambia                  | 0  | 0 | 2 | 2  |
| 8    | Angola                  | 0  | 0 | 1 | 1  |
| 8    | Elefántcsontpart        | 0  | 0 | 1 | 1  |
| 8    | Guinea                  | 0  | 0 | 1 | 1  |
| 8    | Kongói DK               | 0  | 0 | 1 | 1  |
| 8    | Mali                    | 0  | 0 | 1 | 1  |